# Down (Jay Sean)
Down è un brano musicale del cantante britannico Jay Sean, pubblicato nel 2009 come primo singolo dell'album All or Nothing.

## Descrizione
Down, scritta da K. Jhooti, D. Carter, J-Remy, Bobbybass, Jared Cotter & J Perkins e prodotta da J-Remy & Bobbybass, è stata pubblicata in America del nord come primo singolo estratto dall'album All or Nothing, lavoro di debutto del cantante negli Stati Uniti.. In altri mercati, incluso in Regno Unito, il brano è invece servito come promozione per il lancio di quello che rappresenta il terzo album ufficiale di Jay Sean. Il singolo vede la partecipazione del rapper Lil Wayne. Down ha venduto oltre quattro milioni di copie nei soli Stati Uniti ed è stato certificato disco di platino.
La canzone è stata resa disponibile per l'airplay radiofonico statunitense il 31 maggio 2009, mentre per il download digitale via iTunes il 30 giugno 2009. Il singolo ha raggiunto la prima posizione della Billboard Hot 100 il 17 ottobre 2009, prendendo il posto dei The Black Eyed Peas che erano in vetta da ventisei settimane. Questo ha reso Jay Sean il primo artista britannico ad arrivare in vetta a quella classifica dai tempi di Viva la vida dei Coldplay del 2008, ed il quarto del decennio. il brano è anche considerato il primo di genere urban e di origine britannica ad aver raggiunto la vetta della Billboard Hot 100, ed il nono artista uomo a raggiungere la vetta con il suo singolo di debutto. Inoltre è il maggior successo commerciale di un artista uomo europeo dai tempi di Candle in the Wind di Elton John nel 1997.
Nel brano entrambi i cantanti fanno uso dell'Auto-Tune.

## Video musicale
Il video musicale prodotto per Down è stato girato a Londra il 24 e 25 aprile 2009 presso la Hedsor House, una enorme villa privata, dove sono state girate fra l'altro, alcune scene del film La bussola d'oro. Il video è stato poi ultimato a Miami con Lil Wayne. Il video è stato prodotto da Shurwin Beckford e diretto da Richard Pengelley per Jayded Entertainment/Guerilla Hype/Hey Buddy e montato da Jamie Mac e Adam Wood. Protagonista del video al fianco di Jay Sean è la modella Korrina Rico. Il 23 luglio 2009, il video è stato presentato sulla pagina YouTube ufficiale di Jay Sean ed è stato il video più visto del sito, per le sue prime due settimane con oltre cinque milioni di visite, al 24 dicembre 2009. All'inizio del video è possibile sentire alcune note del brano Ride It, vecchio singolo di Jay Sean.
Il video ha ottenuto la certificazione Vevo.

## Curiosità
Secondo i dati elaborati da Google, Down è una delle cinque canzoni più cercate sul motore di ricerca nel 2009. Il brano è stato incluso nella colonna sonora di un episodio del serial televisivo Melrose Place.

## Tracce
Download digitale
1. Down (feat. Lil Wayne) - 3:32

CD (Stati Uniti)
1. Down (Clean featuring Lil Wayne) - 3:32
2. Down (Clean without Rap) - 3:15
3. Down (Instrumental) - 3:32
4. Down (Bobbybass Dance Remix) - 4:00

CD (Regno Unito)
1. Down (featuring Lil Wayne) - 3:32
2. Down (Jason Nevins Edit) - 3:39
3. Down (Roll Deep Mix) - 4:05
4. Down (K-Warren Remix) - 5:45
5. Down (Chasing Pluto Remix) - 3:47

## Classifiche
| Classifica (2009-11)             | Posizione massima |
| -------------------------------- | ----------------- |
| Australia                        | 2                 |
| Austria                          | 52                |
| Belgio (Fiandre)                 | 2                 |
| Belgio (Wallonia)                | 2                 |
| Bulgaria                         | 1                 |
| Canada                           | 3                 |
| Danimarca                        | 7                 |
| Paesi Bassi                      | 25                |
| Europa                           | 9                 |
| European SoundScan Digital Chart | 2                 |
| Germania                         | 29                |
| Irlanda                          | 10                |
| Italia                           | 30                |
| Giappone                         | 94                |
| Lussemburgo                      | 8                 |
| Nuova Zelanda                    | 2                 |
| Norvegia                         | 5                 |
| Slovacchia                       | 1                 |
| Svezia                           | 25                |
| Svizzera                         | 47                |
| Official Singles Chart           | 3                 |
| Stati Uniti                      | 1                 |
| Stati Uniti (pop)                | 1                 |

## Date di pubblicazione
| Regione       | Data              | Formati                      | Etichetta                       |
| ------------- | ----------------- | ---------------------------- | ------------------------------- |
| Stati Uniti   | 31 maggio 2009    | Airplay radiofonico          | Cash Money / Universal Republic |
| Stati Uniti   | 30 giugno 2009    | Download digitale            | Cash Money / Universal Republic |
| Canada        | 30 giugno 2009    | Download digitale            | Cash Money / Universal Republic |
| Norvegia      | 18 agosto 2009    | Airplay                      | Universal Music                 |
| Belgio        | 24 agosto 2009    | Download digitale            | Universal Music                 |
| Francia       | 24 agosto 2009    | Download digitale            | Universal Music                 |
| Svezia        | 24 agosto 2009    | Download digitale            | Universal Music                 |
| Nuova Zelanda | 24 agosto 2009    | Download digitale            | Universal Music                 |
| Regno Unito   | 10 settembre 2009 | Airplay radiofonico          | Jayded Records / Island Records |
| Svizzera      | 23 settembre 2009 | Download digitale            | Universal Music                 |
| Norvegia      | 13 ottobre 2009   | Download digitale            | Universal Music                 |
| Regno Unito   | 25 ottobre 2009   | Download digitale, CD single | Jayded Records / Island Records |